# 线叶球兰
线叶球兰（学名：Hoya linearis）是夹竹桃科球兰属的植物。分布于尼泊尔、锡金、印度、缅甸以及中国大陆的云南和西藏等地，生长于海拔1,500米至1,700米的地区，一般生长在常绿林中，目前尚未由人工引种栽培。